# الکساندر مارتینوویچ
الکساندر مارتینوویچ (انگلیسی: Alexandre Martinović؛ زادهٔ ۳۱ مهٔ ۱۹۸۵) بازیکن فوتبال اهل فرانسه است.
از باشگاه‌هایی که در آن بازی کرده‌است می‌توان به باشگاه فوتبال خنت، باشگاه فوتبال مکابی نتانیا، و باشگاه فوتبال سوشو اشاره کرد.